# Мормонские пионеры

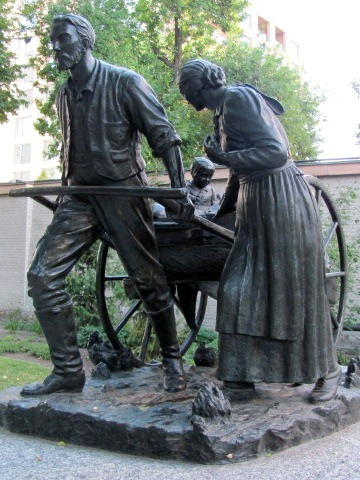
Памятник мормонским пионерам.

Мормонские пионеры (англ. Mormon pioneers) — американские переселенцы XIX века, члены Церкви Иисуса Христа Святых последних дней. Были одними из самых организованных путешественников на большие расстояния.

## Причины миграции
С момента основания Церкви Иисуса Христа Святых последних дней в 1830 году её члены подвергались преследованию из-за своих религиозных взглядов, а также из-за действий её лидеров. Отношения между мормонами и жителями других близлежащих христианских общин часто были напряжёнными. Всё это вынуждало мормонов переезжать с одного места на другое.
В 1833 году произошёл конфликт между мормонами и их соседями в Миссури, который стал известен как Мормонская война 1838 года. Конфликт продолжался с 6 августа 1838 года по 1 ноября 1838 года. Его жертвами стали 22 человека. Штат Миссури обвинил мормонов в разжигании конфликта и вынудил их продать все свои земли. 
После этого, большая группа мормонов отправилась в штат Иллинойс, где основала город Наву. Джозеф Смит стал мэром этого города. Позже, он был арестован, и вместе со своим братом Хайрамом был убит при попытке к бегству в 1844 году в городе Карфаген, Иллинойс. Из-за угроз руководителей ополченцев штата мормоны были вынуждены покинуть его. После смерти Смита новым лидером мормонов стал Бригам Янг. Под его руководством члены Церкви Иисуса Христа Святых последних дней оставили Иллинойс и начали переселение на Запад.

## Путешествие

Исход мормонов в Юту.

Первая группа мормонов ушла вместе с Бригамом Янгом весной 1847 года. Лидер мормонов организовал авангард переселенцев из 143 мужчин, трёх женщин и двоих детей. Первый караван мормонов состоял из 73 фургонов, 93 лошадей, 52 мулов, 66 волов, 19 коров, 17 собак и нескольких кур. Мормоны передвигались по северной стороне реки Платт, чтобы избежать неприятностей с другими переселенцами, которые перебирались на Запад по Орегонской тропе.
1 июня 1847 года авангард мормонов достиг форта Ларами, ему понадобилось 6 недель, чтобы пересечь равнины Небраски и Вайоминга. Первая группа членов Церкви Иисуса Христа Святых последних дней прибыла в долину Большого Солёного озера 24 июля 1847 года, а к декабрю того же года более 2 тысяч мормонов уже находились там. Несколько сотен из них вернулись на восток, чтобы организовать переселение других групп.

## Заселение Юты
Мормоны расселились по обширной местности, которая стала известна как Дезерет, а 9 сентября 1850 года Конгресс США принял закон о создании Территории Юта, образовав её на части земли, на которую претендовали члены Церкви Иисуса Христа Святых последних дней.
Мормонские пионеры построили дома, церкви, фермы и школы. Они занялись обработкой и орошением окрестных территорий. Первое поселение мормонских пионеров впоследствии стало городом Солт-Лейк-Сити. В 1849 году были основаны города Туэле и Прово. В 1861 году был основан город Сент-Джордж, где с 1877 года расположен старейший из непрерывно действующих храмов Святых последних дней..